# Oger (plaats)
Oger is een plaats en voormalige gemeente in het Franse departement Marne in de regio Grand Est en telt 558 inwoners (1999). De plaats maakt deel uit van het arrondissement Épernay.
De gemeente staat op de lijst van grand cru-gemeenten van de Champagne. Dat betekent dat alle druiven uit de wijngaarden binnen deze gemeente, ongeacht de bodem en de ligging, een "grand cru" champagne leveren.
De op het oosten gerichte wijngaarden liggen op de krijtgrond van de "coteaux au Sud d'Épernay". Op deze kammen wordt vrijwel uitsluitend chardonnay verbouwd. Daarom wordt de krijtrug tussen Cramant, Avize, Oger en Le Mesnil-sur-Oger de Côte des Blancs genoemd.

## Geschiedenis
De gemeente viel onder het kanton Avize totdat dit op 22 maart 2015 werd opgeheven en Oger werd opgenomen in het op die dag gevormde kanton Vertus-Plaine Champenoise. Op 1 januari 2018 fuseerde Oger met Gionges, Vertus en Voipreux tot de commune nouvelle Blancs-Coteaux.

## Geografie
De oppervlakte van Oger bedraagt 15,1 km², de bevolkingsdichtheid is 37,0 inwoners per km².
De onderstaande kaart toont de ligging van Oger (plaats) met de belangrijkste infrastructuur en aangrenzende gemeenten.

## Demografie
Onderstaande figuur toont het verloop van het inwonertal (bron: INSEE-tellingen).